# Donnelly (Minnesota)
Donnelly es una ciudad ubicada en el condado de Stevens en el estado estadounidense de Minnesota. En el Censo de 2010 tenía una población de 241 habitantes y una densidad poblacional de 30,19 personas por km².

## Geografía
Donnelly se encuentra ubicada en las coordenadas 45°41′21″N 96°0′52″O / 45.68917, -96.01444. Según la Oficina del Censo de los Estados Unidos, Donnelly tiene una superficie total de 7.98 km², de la cual 7.15 km² corresponden a tierra firme y (10.45%) 0.83 km² es agua.

## Demografía
Según el censo de 2010, había 241 personas residiendo en Donnelly. La densidad de población era de 30,19 hab./km². De los 241 habitantes, Donnelly estaba compuesto por el 100% de blancos.